# Murillo el Fruto
Murillo el Fruto (baskisch Murelu Hautsi) ist ein Ort und eine Gemeinde (Municipio) in der Comunidad Foral Navarra in Nordspanien mit 664 Einwohnern (Stand: 2024). 

## Lage
Murillo el Fruto liegt etwa 58 km südlich von Pamplona in einer Höhe von ca. 360 m. Die südliche und östliche Gemeindegrenze bildet der Río Aragón. 

## Sehenswürdigkeiten
- Marienkirche

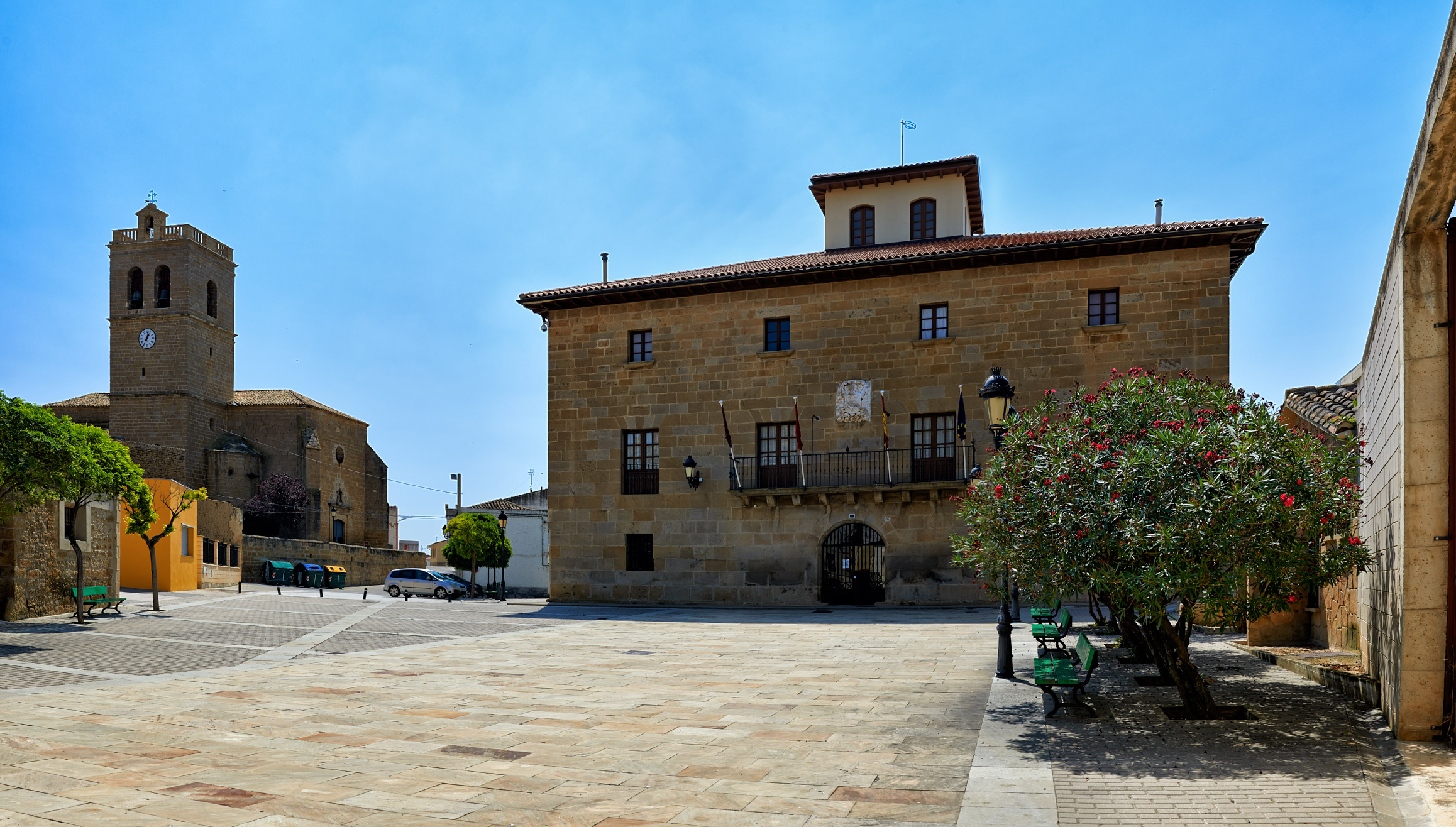
Marienkirche und die sog. Casa Grande